# Karl Alzner
Karl Alzner, född 24 september 1988, är en kanadensisk professionell ishockeyspelare som spelar för Washington Capitals i NHL.
Han draftades i första rundan i 2007 års draft av Washington Capitals som femte spelare totalt.